# 侠盗猎车手IV角色列表
這裡是《俠盜獵車手IV》的角色列表，列出了《俠盜獵車手IV》中所有的角色。

## 主要人物

### 尼克·贝里奇（Niko Bellic）
尼克·贝里奇（外號NB，Nicky等等），國籍不明（官方僅透露東歐某國，官方以外之說法為塞爾維亞或克羅埃西亞）。尼克曾参加过南斯拉夫內戰，所在的部队共有15人，遭人出卖被敌人包围，尼克侥幸存活，但他的战友大多被杀，只有包括尼克在内的3个人幸存，叛徒就在另外2人當中。战争结束后，在祖国很难找到工作，他的堂哥，羅曼·貝里奇（Roman Bellic）已搬到了美国的自由城十年，开始新的生活。尼克则留在祖国沦为罪犯，在地下世界打拼了十年，同时也在追查另两名幸存者的下落。期间尼克也曾入狱，出狱后尼克加入了一个人販組織，该组织的老大是羅迪斯拉夫·布爾加林（Rodislav Bulgarin），尼克通过该组织，得知另两名幸存者中的一个叫弗洛里安·克拉維奇（Florian Cravic），目前在自由城居住。在替该组织卖命的一次走私任务中，走私船被击沉，尼克再次侥幸存活。老大羅迪斯拉夫·布爾加林（Rodislav Bulgarin）莫须有的认为是尼克打沉了船，带着钱跑路了，开始到处追殺尼克，尼克眼看在祖国也无容身之地，只得偷渡来美国投靠堂哥，顺便也追查前战友的下落。堂哥自称在美国拥有豪宅，美女，名车。来到自由城后，尼克才发觉堂哥之前所说的都是谎言，他住在破旧不堪的公寓里，经营着一家出租车公司，欠下一堆高利贷和赌债。面对现实，尼克只得开始为堂哥和他的债主们工作。虽然尼克表面上看起来是个只爱钱，爱女人，凶恶的人，不过在游戏中期，你会发现他其实是个很正直的人。
最後被佩哥利諾要求（實際為半強迫）他去和迪米特里接手的俄羅斯黑手黨合作，尼克若選擇與俄羅斯黑手黨交易。則會導致表哥死亡。而後向迪米特里算清最後一次帳，將他追殺到幸福女神像下後將他槍殺。最後向羅曼的遺孀瑪洛麗保證，一定會讓她和堂哥的遺腹子不再遇到任何危險。若選擇復仇結局，尼克會直接前往他偷渡前往的郵輪打斷交易。直接掃蕩俄羅斯黑幫，並殺死迪米特里。但此舉導致佩哥利諾家族完全潰敗形同空殼。而後被佩哥利諾報復，攻擊參加羅曼婚禮的尼克，導致尼克的女友死亡。最後悲憤交加的尼克聯手小雅各布和羅曼在幸福女神像下槍殺佩哥利諾。至此一切塵埃若定，羅曼也邀請尼克和他一起經營計程車生意。最後尼克選擇遵從凱特的遺願，就此金盆洗手完全脫離犯罪生活。和堂哥一同經營計程車生意至今。在俠盜獵車手V彩蛋中，在吉米·迪聖塔（Jimmy De Santa）的筆電上可以看到尼克的Lifeinvader頁面，底下有他祝羅曼生日快樂的發文，因此可得知官方結局為復仇結局。而簡介也寫到他在羅曼的計程車公司工作，可知他已完全脫離犯罪生活，過上低調的平民生活了。

### 约翰尼·克雷比兹（Johnny Klebitz）
约翰尼·克雷比兹是侠盗猎车手IV：失落与诅咒的主角，在“揭穿偽裝”和“博物館作品”任务中出场，在侠盗猎车手V中的“菲利普先生”任务中被5代主角之一的崔佛·菲利普杀死。

### 路易斯·費南多·羅培茲（Luis Fernando López）
路易斯·費南多·羅培茲是侠盗猎车手：夜生活之曲的主角，在“三葉醡漿草”、“博物館作品”以及“鑽石是女孩最好的朋友”任务中出场。

### 羅曼·貝里奇（Roman Bellic）
羅曼·貝里奇是主角尼克的堂哥，兩人從小一起長大。尼克正是被他的謊言騙到了自由城；並且他是個膽小、喜歡推卸责任的搞笑型角色，但却對尼克頗為關心。羅曼是尼克一開始唯一的朋友，是關鍵人物，跟尼克有最密切的關係及兄弟感情。他從開始就是做計程車的生意，有一位叫瑪洛麗（Mallorie）的女朋友。當尼克和羅曼的友誼到了一定程度後，需要車可以打電話給他，會派一輛計程車給尼克，而且車資免費，但是駕駛會說出一些侮辱字眼。在交易結局中，於自己的婚禮上被迪米特里的手下暗殺。在復仇結局中倖存。在續作俠盜獵車手V中，玩家可以看到尼克的Lifeinvader主頁上有祝羅曼生日快樂的內容，因此推測4代的正統結局為復仇結局。

### 小雅各布（Little Jacob）
小雅各布，原名是雅各布·休斯（Jacob Hughes）是一個牙買加裔的武器和毒品販子，也有自己的咖啡店。當尼克和小雅各布的友誼到了一定程度後，需要武器時可以直接打電話給他，他會和尼克約好一個地方，半價把武器出售給尼克。在游戏里，小雅各布可说是尼克最为耿直的朋友，多次和尼克並肩作戰，但他有个坏习惯，就是喜欢抽大麻煙，每当小雅各布在尼克的车里的时候，车里都会有白色的烟雾冒出来，甚至搭乘直升機也是。

### 布鲁斯·基布茲（Bruce Kibbutz）
暱稱「布魯西」（Brucie）。是羅曼在網上認識的朋友，他是個健身愛好者（而且經常濫用藥物），与罗曼一样爱好吹嘘，他給尼克的任務都是殺人和賽車。布鲁斯是個十分富裕的人，而且經常在電台出現。他經常發委託偷車及網站分享的電子郵件給尼克。當尼克和布鲁斯的友誼到了一定程度後，可以用電話按Heli Ride，他會提供直升機服務，或者也可以委託他安排街頭賽車，不過需要完成任務27：第一名（NO.1）。在俠盜獵車手Online的鑽石賭場度假村DLC裡擔任陳陶的私人健身教練，同時會不時以電話向玩家兜售公牛鯊睪固酮。

### 曼努爾·埃斯库埃拉（Manuel Escuela）
暱稱「曼尼」（Manny）。是瑪洛麗在波罕認識的朋友，波多黎各人。為人愛出風頭，所以找尼克做一些危險的任務，而他的目的就只是為了出名，讓別人以為他是個英雄，最後因為誤會被伊莉莎貝塔所殺。

### 派翠克·麥克瑞利（Patrick McReary）
暱稱「派奇」（Packie）。是法蘭西斯警官的弟弟，也是伊莉莎貝塔的好友。是一個膽子很大的人，甚麼事都敢做，曾經是花花公子X的手下，後來與哥哥們自組家族幫派愛爾蘭幫。當尼克和派奇的友誼到了一定程度後，可以用電話按汽車炸彈，就會給尼克一個炸彈，可以把炸彈裝置到車上，然後用手機引爆它 。在「俠盜猎車手V」和線上模式「鑽石賭場搶劫」中以隨機事件現身於洛聖都，並可成為一名搶劫小隊的槍手。

### 狄瑞克·麥克瑞利（Derrick McReary）
愛爾蘭幫及麥克瑞利家族的成员，法蘭西斯的大哥。起初回到自由城與弟弟們及尼克進行搶銀行行動，卻在其中不慎害死自己的隊友。之後因為愧疚经常会在废弃的公园里頹廢醉酒。在游戏后期可以选择杀死狄瑞克或者法蘭西斯其中一人。在俠盜獵車手V中的“搶劫佩立托銀行”任務中，如果玩家選擇派翠克·麥克瑞利作為搶劫隊員，派翠克·麥克瑞利會向玩家透露狄瑞克·麥克瑞利已經死亡。

### 傑瑞德·麥克瑞利（Gerald McReary）
暱稱「傑瑞」（Gerry）。是麥克瑞利家族的成員也是愛爾蘭幫的實際領導者，法蘭西斯的二哥。起初不太信任尼克這個外人，但是經歷搶劫銀行行動的成功後傑瑞德非常賞識尼克。後來被警方逮捕，傑瑞德繼續在看守所與尼克聯絡並委託任務，最後得知恢復自由身無望時拜託尼克照顧他的家人。

### 德威恩·弗吉（Dwayne Forge）
德威恩曾經是一個非裔黑幫老大，為人重情重義、愛恨分明。但是從監獄出來後，曾經的女友雪莉絲（Cherise）帶著自己的錢跟別的男人走，老大的地位被曾經是手下的花花公子X霸佔，花花公子X還處處排擠他。最後兩人的衝突來到一個最高點，他也有預感花花公子X有意要殺害他，因此希望尼克可以幫他殺死花花公子。如果選擇殺死花花公子X，任務結束後尼克和他的通話仍可以聽出他其實感到相當憂傷。同時他也會成為你的好友，當尼克和德威恩的友誼到了一定程度後，可以用電話按back up，德威恩就會派兩名手下協助尼克。

### 联合自由報业（United Liberty Paper）
一个似乎是政府秘密特工的人物，在游戏中段米歇尔会由介绍给尼克，但当尼克问他是不是FIB的时候则回答了否。在游戏的最后会把尼克一直想找到的背叛者交给尼克。其在「俠盜獵車手5」中亦有出現（真實身分是IAA特工），在一次想逮捕5代FIB人物戴夫·諾頓及主角之一的麥可·迪聖塔時登場，而在線上模式的末日劇情和犯罪企業中亦有登場。

### 伊莉莎貝塔·托雷斯（Elizabeta Torres）
瑪洛麗的朋友，也是瑪洛麗把伊莉莎貝塔介紹尼克，10年來她一直都很低調的開展着自己的毒品生意，因為懂得保持低調和除掉該除掉的人，她一直安然無恙生意也越做越好。不過近來城市的毒品嚴打進行中，伊莉莎貝塔正處在多重壓力下掙扎求生。她和幾個黑幫關係良好，手下也有幾個小頭目。到了最后，伊莉莎貝塔被警方逮捕，以她的販售走私毒品的数量来算，她被判坐300年牢。

### 伯尼·克萊恩（Bernie Crane）
原名為弗洛里安·克拉維奇（Florian Cravic），是尼克在祖國倖存的戰友之一。當尼克在自由城找到伯尼之後一度逼問他是不是當年的背叛者，伯尼嚇到驚慌失措並極力澄清自己不是叛徒後，尼可相信了他。他搬到自由城後改名為伯尼·克萊恩，並成為一名同性戀及心理輔導員。他的秘密伴侶是自由城的副市長。後來伯尼委託尼克反擊反同性戀分子與迪米特里手下的騷擾，最後他與副市長為了感謝尼克特地送尼克一輛煉獄魔跑車。

### 菲爾·貝爾（Phil Bell）
義大利黑手黨佩哥里諾家族的二把手，和雷相比更深受吉米信任。他在奧爾德尼工業區內有一個辦公室，經常在那給尼克指派任務。而在佩哥里諾家族日漸衰退的情況下老大吉米給了尼克一個要求（和迪米特里交易或是直接向迪米特里復仇），若選擇交易他會和尼克一同前往交易現場，並一同殺出一條血路。若選擇復仇結局他則會和尼克通最後一次電話，講述佩哥里諾家族已經完全潰敗，並且他也不相信迪米特里後，他會選擇急流勇退離開黑手黨並不再與尼克聯繫。

### 約翰·格拉維利（John Gravelli）
自由城最強大的黑手黨格拉維利家族的老大，但因年老早已力不從心，也因身患重病而要待在醫院。雖然身為黑幫，但和政府官員的關係卻很密切，和“联合自由報业”的交情也很深。以幫尼克找出達爾科為報酬，使尼克助格拉維利家族維持對自由城的地下控制權並趕走其他外國幫派。於結尾病逝。

### 迪米特里·拉斯卡洛夫（Dimitri Rascalov）
本作最大的反派。以前是米哈伊爾· 福斯汀的得力助手和好兄弟。外表為斯文的西裝眼鏡男，但其實居心叵測心狠手辣，使詭計殺死自己的好兄弟福斯汀，目的是奪得福斯汀的大位，還欺騙尼克殺死福斯汀後會有豐厚的酬金，之後與尼克在祖國的仇人布爾加林聯手追殺尼克，更在羅曼的公寓和計程車公司放火，又綁架羅曼，然後又不斷地騷擾尼克的戰友伯尼，最後在結局被尼克殺死。

### 吉米·佩戈里诺（Jimmy Pegorino）
本作的第二反派，自由城郊區奧爾德尼的意大利黑手黨佩哥里諾家族的老大。個性急躁且多疑。尼克會在完成菲爾·貝爾的第一項任務後，由菲爾·貝爾介紹給他。一開始仍然認為自己的幫派仍有極大影響力，但實際上勢力早已不如以往。 而後尼克便不斷為他們做事，例如討回以前的地盤以及抓出內鬼等等。因此損失了許多得力助手。最後在幫派日漸衰退的情況下和迪米特里接手的俄羅斯黑手黨合作，要求（實際為半強迫）尼克去和他們做交易。尼克若選擇與俄羅斯黑手黨交易。他則會在最後被迪米特里背叛而死於廢棄賭場內。若選擇復仇結局，會導致佩哥里諾家族完全潰敗形同空殼。而他會在憤怒之下試圖攻擊參加表哥婚禮的尼克，導致尼克的女友死亡。最後被悲憤交加的尼克（聯手小雅各布和羅曼）槍殺，死於幸福女神像下。

### 花花公子X（Playboy X）
本名特雷·斯圖爾特（Trey Stewart），是尼克從伊莉莎貝塔那裡認識的傢伙。他是一個看起來玩世不恭的人，曾是德威恩的手下，但在德威恩坐監後便奪了他的大位，待德威恩出獄後更排擠他，之後更慫恿尼克把德威恩殺死，让尼克選擇要朋友還是要錢。如果選擇殺死花花公子X，他的豪華公寓就會被尼克接收，在他的豪華公寓衣櫃中有俠盜獵車手III主角克勞德的衣服可以穿着。如果選擇殺死德威恩，花花公子X給了尼克一筆錢之後就與尼克斷絕來往。

### 法蘭西斯·麥克瑞利（Francis McReary）
法蘭西斯是一個專權跋扈的警官，虽然他是一個警官，但暗地裡在做一些非法珠寶交易，委託尼克做的事情多是幫他毀滅罪證，他的三個兄弟都是愛爾蘭幫聲明狼藉的要角。他虽是四兄弟的一份子，但卻與其他兄弟不合。甚至在血盟兄弟（Blood Brothers）任务中，他竟然要尼克帮忙杀掉常常跟他作对的哥哥，狄瑞克。如果你在血盟兄弟（Blood Brothers）中殺死狄瑞克，法蘭西斯會在電子郵件中發送一個在自由城中的市民個人資料給你，之後你還可以打電話給法蘭西斯叫他幫你消除警星。但結局後將不再生效。

### 达尔科·布列维奇（Darko Brevic）
同伯尼，也是尼克在祖國倖存的戰友之一。他会在任務「特殊之人」（THAT SPECIAL SOMEONE）中出现。當尼克透過聯合自由報業把達爾科捉來他面前時，達爾科承認當初他以一千元美金的代價出賣了尼克一干人。如今窮困潦倒及背叛戰友的良心譴責糾纏著他的下半生使他生不如死，他乞求尼克結果他的生命。如果让他被杀，尼克会发12枪终结了他（一枪代表一个被害的人命；达尔科杀了12人）。如果让他存活，他会离开自由城。

### 米哈伊尔·福斯汀（Mikhail Faustin）
俄羅斯黑手黨老大，弗拉德的幕後老闆。擁有一間俱樂部名為 Perestroika。 以前是一個很友善、很快樂、很重情義的人，但因為幾年前因為毒品而改變了他，导致脾气暴躁，总是喜欢乱开枪，遇到不顺心的事情就喜欢用杀人来解决。甚至要尼克杀了他女儿的男朋友傑森（俠盜獵車手：失落與詛咒主角強尼的隊友），因为毒品，迪米特里和他之间产生了矛盾，最終迪米特里叫尼克杀了他。

### 弗拉基米尔·格列波夫（Vladmir Glebov）
暱稱「弗拉德」（Vlad）。是俄羅斯裔的黑幫份子，同時也是羅曼的債主。放高利貸是他的工作之一。弗拉德一直把自己想像為很有影響力的黑道教父，為人橫行霸道。其實他只是個完全不上台面的小角頭而已，他的大部分不法行動也都是低級別的討債與小打小撈，常常到羅曼的公司不是調戲瑪洛麗不然就是向羅曼討債，後來看上尼克的能力而要求他為他討一些債務來為表哥還債。最後則因為和瑪洛麗有一夜情被羅曼發現，而被尼克所殺，也因此得罪了他的幕後老闆福斯汀。

### 雷·波奇諾（Ray Boccino）
佩哥里諾家族的二把手，但與菲爾相比並不備受信任。擁有一間自己的義式餐廳德魯西拉斯（Drusillas）。和愛爾蘭黑幫也存在著合作關係。後來曾要求尼可去為他完成一些鑽石交易。后来发现是叛徒，因此佩哥里諾要求尼可去暗殺他。

## 次要人物

### 达尔丹·佩特雷拉（Dardan Petrela）
阿尔巴尼亚帮的小头目，因为他派的手下在任务“血战”（BLEED OUT）中想要打掉罗曼，因此被尼克杀死。

### 卡勒姆（Kalem）
达尔丹的手下，和布列达是同伙，最后被尼克杀死。

### 布列达·莫利纳（Bledar Morina）
达尔丹的手下，和卡勒姆是同伙，最后被尼克杀死。

### 伊凡·比契科夫（Ivan Bytchkov）
米哈伊尔的对手之一，小喽啰，米哈伊尔要尼克杀死他。不杀死他的話，他会在小藍人任务中出現。如果杀死他的話，他会被尼克踢下梯子。

### 傑伊·漢密爾頓（Jay Hamilton）
自由城居民，擔任曼尼·艾斯奎拉的攝影師。後來和曼尼到伊莉莎貝塔·托瑞斯的公寓拍攝並揭露她與毒品有關的犯罪活動。 然而，伊莉莎貝塔在古柯鹼助長的憤怒中殺死了曼尼和傑伊，並向他的眼睛開槍。尼可將屍體交給了伊莉莎貝塔認識的會處理屍體的醫生。他和曼尼也可以被扔進河裡，但如果尼可選擇這樣做，他將不會賺到任何錢。

### 傑文·西姆森（Jayvon Simson）
德威恩的老对手，因为暧昧关系被下令杀死，和切莉絲（Cherise Glover）有非法勾当。

### 马龙·布里奇斯（Marlon Bridges）
德威恩和花花公子X的众矢之的，因为背叛花花公子X而被尼可所杀。

### 何塞（José Trunchez）、赫蘇斯（Jesús Trunchez）、哈維爾（Javier Trunchez）
官方名称特伦切斯三兄弟（何塞、赫蘇斯、哈维尔），波多黎各人。因为争夺波罕三角俱乐部被德威恩发现，被尼克所杀。

### 湯姆·戈伯（Tom Goldberg）
自由市GLS律師事務所的律師和創始人之一。因為發現了法蘭西斯·麥克瑞利的腐敗行為，所以法蘭西斯雇傭了尼可來消滅他。他讓尼可透過面試申請，尼可會見了戈伯。在採訪中，戈德堡告訴尼可，法蘭西斯是個好警察，但由於他的腐敗，戈伯會「暗戀」他。尼可便站起威脅戈伯，問他針對法蘭西斯的檔案在哪裡。尼可殺死了他後並拿走了檔案。

### 克拉倫斯·利特爾（Clarence Little）
阿岡昆東荷蘭販毒集團的核心成員之一。因為威脅要揭露法蘭西斯·麥克瑞利的腐敗，所以法蘭西斯讓尼可去殺死克拉倫斯。當尼可最終將克拉倫斯逼到了他公寓大樓的屋頂上時，克拉倫斯放下手槍懇求饒命，並承諾放棄犯罪生活。尼可可以選擇放過克拉倫斯，或者一槍打死他。

### 奧列格·明科夫（Oleg Minkov）
俄羅斯人，因為透過網際網路傳播針對美國政府的顛覆性思想，不久之後變得極度偏執，認為政府想因為他所寫的內容而殺掉他。聯合自由報業公司的一名 政府特工雇傭尼可·貝里奇刺殺明科夫。當尼可來到他家時，他的筆電讓尼可找到了他發給瓦西里的電子郵件，其中提到了他們的見面地點。後來他在一場汽車追逐中被尼可殺死。

### 麥可·基恩（Michael Keane）
愛爾蘭裔，是麥克瑞利家族的成員。派奇總是暗示他的父母是兄弟姐妹，儘管麥可從未證實或否認，但這些侮辱很可能被用來嘲笑他的智商。最終在「三葉醡漿草」任務中身亡。

## 女朋友

### 蜜雪兒（Michelle）
瑪洛麗的朋友，也是尼克在自由城的第一位女朋友，由瑪洛麗介紹。尼克第一次到米雪兒家中時，發現她家幾乎所有的東西都是全新的。蜜雪兒告诉尼克她不喜歡使用舊的東西，稍微用舊了的東西就會買過換新，尼克覺得她有點可疑。後來她會背叛尼克並向尼克表露她是政府調查人員，而她的真名其實叫凱倫·丹尼爾斯（Karen Daniels。她在俠盜獵車手V和俠盜獵車手Online亦有出場。

### 凱特·麥克瑞利（Kate McReary）
尼克的女友之一，她是麥克瑞利家族最小的女儿，与她的哥哥们不同，她是一个心地善良的女性，喜欢尼克。起初派翠克不希望尼克接近凱特，但最後也支持他們交往。凱特曾多次劝尼克结束犯罪生活，理想是“老公老婆一条狗，一栋房子和一打孩子”。不過每次尼克與她約會後，回到她家想要求與她喝「熱咖啡」都被她婉拒。在最后的可选任务中会告诉尼克如果他为了钱而卑躬屈膝则会瞧不起他，从而给尼克一个复仇任务，但是如果做了复仇任务的话凱特最后会在羅曼的婚礼后被吉米杀死。

### 卡門·奧爾蒂斯（Carmen Ortiz）
尼克的女友之一，是一名西班牙裔護士。波罕區開放後玩家可以登入www.love-meet.net，找到SoBoHoe的链接，点击进入可以在她个人信息页面下方找到“DATE”键按下安排約會。好感度到一定程度後，打電話給她能幫尼克恢復生命值。

### 琪琪·詹金斯（Kiki Jenkins）
尼克的女友之一，是一名律師。自由城市中心開放後登入www.love-meet.net，找到LawChick的链接，点击进入可以在她个人信息页面下方找到“DATE”键按下安排約會。好感度到一定程度後，打電話給她能幫尼克消除最高三星的通緝度。

### 亞莉珊卓·奇爾頓（Alexandra Chilton）
尼克的女友之一，是一名富裕的部落格作家。奧爾德尼區開放後，登入www.craplist.net，找到Party girl seeks man for NSA fun and blog material...的链接，点击进入可以在她个人信息页面下方找到「contact me」键按下安排約會（她的暱稱叫Liberated Woman）。好感度到一定程度後，打電話給她能幫尼克在服裝購買上打折扣。